# Tuija Hakkila-Helasvuo
Tuija Kaarina Hakkila-Helasvuo, född 16 januari 1959 i Tavastehus, är en finländsk pianist. 
Hakkila-Helasvuo studerade vid Sibelius-Akademin 1977–1980 och därpå vid Conservatoire de Paris och i USA. Hon kom trea i Maj Lind-tävlingen 1979 och höll sin debutkonsert 1981. Hon blev lektor i pianospel vid Sibelius-Akademin 1987, professor där 2014 och var konstnärlig ledare för dess konsertcentral 1999–2002. Hon är ledare för konsertserien Musiikkia linnassa i Tavastehus slott sedan 1989. Hon har framför allt profilerat sig som en synnerligen framstående artist på historiska klaverinstrument, särskilt fortepianot, men har även samarbetat med sångerskor som Lilli Paasikivi och Karita Mattila.